# Jansport

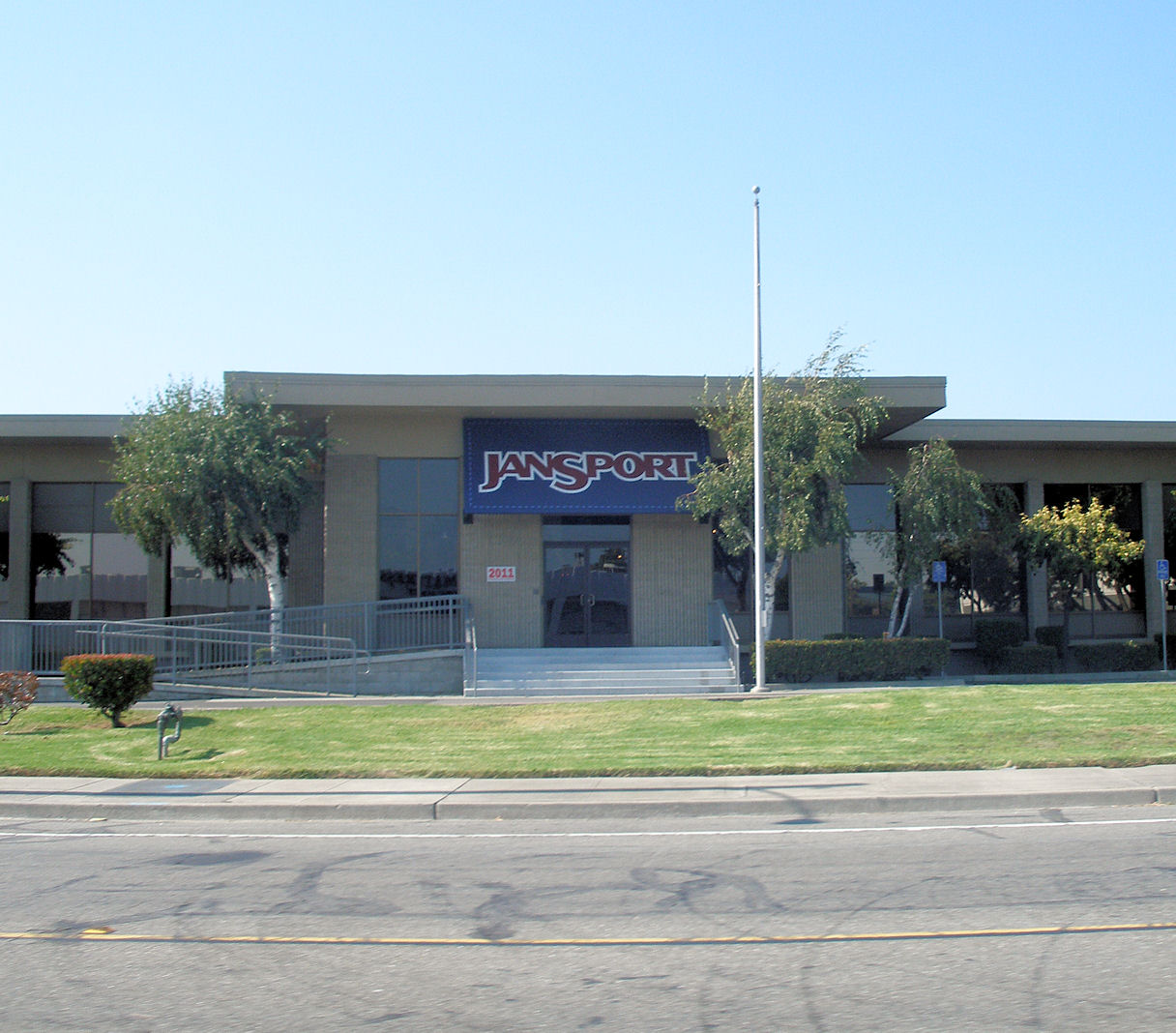
Firmensitz in San Leandro

Jansport (Eigenschreibweise: JanSport) ist der weltweit größte Hersteller von Rucksäcken mit Sitz in den USA.

## Geschichte
Im Jahr 1967 legten die Hippies Murray Pletz, Skip Yowell und Jan Lewis mit der Gründung eines handwerklichen Familienbetriebs in Seattle, Washington den Grundstein für diese Outdoor-Marke. Murray hatte das Patent für einen Rucksackrahmen aus Aluminium, und Jan konnte sehr gut nähen. Nach dem Studium versprach Murray, seine Freundin Jan zu heiraten und die gemeinsame Firma nach ihr zu benennen, wenn sie einen erfolgreichen Rucksack anfertigt. Sie hatten Erfolg und der Markenname JanSport entstand.
Anfangs produzierten sie nur Rucksäcke für Bergsteiger. Danach erweiterten sie das Sortiment um Taschen, Freizeit-Rucksäcke und Reisegepäck. Seit 1986 gehört JanSport zu der VF Corporation. JanSport gewährt auf seine Produkte (Rucksäcke, Taschen, Reisegepäck) eine Garantie von 30 Jahren.
Der Verwaltungssitz von JanSport befindet sich am Hauptsitz der Muttergesellschaft VF Outdoors in San Leandro, Kalifornien, wo JanSport sich Büros mit den Schwestergesellschaften Napapijri und The North Face teilt. Zusammen mit The North Face hält JanSport einen Anteil von nahezu 50 % der jährlich in den USA verkauften Rucksäcke.